# Louis Köhler
Christian Louis Heinrich Köhler (ur. 5 września 1820 w Brunszwiku, zm. 16 lutego 1886 w Królewcu) – niemiecki kompozytor, pianista i pedagog.

## Życiorys
Był synem stolarza. Początkowo uczył się gry na fortepianie w Brunszwiku, następnie w latach 1839–1843 przebywał w Wiedniu, gdzie był uczniem Simona Sechtera, Ignaza von Seyfrieda i Carla Marii von Bockleta. W 1845 roku osiadł w Królewcu, gdzie był dyrygentem towarzystwa śpiewaczego i nauczycielem fortepianu oraz teorii w szkole muzycznej, a także udzielał prywatnych lekcji. W 1880 roku otrzymał tytuł profesora.
Był autorem 3 oper (Prinz und Maler, Maria Dolores, Gil Blas), baletu Der Zauberkomponist, jednej symfonii, uwertur oraz kantat, napisał też szereg utworów na fortepian, w dużej mierze o charakterze pedagogicznym. Pisywał do czasopisma „Neue Zeitschrift für Musik”. Był propagatorem muzyki Wagnera i Liszta, przykładając wagę do walorów artystycznych dzieła muzycznego i krytykując dyletanckie utwory o charakterze salonowym. Był autorem licznych prac pedagogicznych, w tym dwuczęściowego podręcznika Systematische Lehrmethode für Klavierspiel und Musik (tom 1 Die Mechanik als Grundlage der Technik wyd. 1856, tom II Tonschriftwesen, Harmonik, Metrik wyd. 1858).